# Rebel Heart Tour
Rebel Heart Tour – dziesiąta trasa koncertowa amerykańskiej piosenkarki Madonny, odbywająca się w latach 2015 i 2016 w ramach promocji albumu Rebel Heart. Objęła koncerty na terenie Ameryki Północnej, Europy, Azji oraz Australii i Oceanii.

## Geneza
W 2012 Madonna odbyła trasę koncertową The MDNA Tour, która przyniosła około 305 milionów dolarów brutto dochodu, dzięki czemu stała się dziesiątą najbardziej dochodową trasą w historii. W 2014 piosenkarka pracowała nad albumem Rebel Heart, wydanym w marcu 2015. Już na początku 2015 prasa donosiła o zaplanowanej na ten sam rok trasie promującej płytę. Włoska gazeta „Torino Today” doniosła, że na 20 i 21 listopada zaplanowano koncerty w Turynie. Kanadyjskie „La Presse” i „Le Journal de Montréal” poinformowały natomiast, że Madonna wystąpi w Bell Centre w Montrealu oraz zainauguruje swym koncertem nową halę w Quebecu. Produkcją trasy zajęła się Global Touring Division będąca częścią korporacji Live Nation. Rebel Heart jest trzecim tego typu przedsięwzięciem objętym dziesięcioletnim kontraktem Madonny z Live Nation, podpisanym w 2007. Szef Global Touring Division, Arthur Fogel, współpracuje z Madonną już nad piątą z kolei trasą.
1 marca 2015 na stronie internetowej Madonny pojawiło się oświadczenie prasowe, w którym ogłoszono Rebel Heart Tour i podano daty koncertów w Ameryce Północnej i Europie. Trasa miała się rozpocząć 29 sierpnia tego samego roku w Miami, jednak w maju przeniesiono pięć pierwszych koncertów na styczeń 2016 roku, w związku z czym pierwszy występ odbędzie się dopiero 9 września w Montrealu. Za powód przeniesienia podano brak czasu na przygotowanie widowiska na czas. W oświadczeniu z 1 marca poinformowano także, że wkrótce zostaną ogłoszone daty występów w Australii i Azji. W czerwcu ogłoszono daty pierwszych od ponad dwudziestu lat (od czasu trasy The Girlie Show World Tour w 1993) koncertów Madonny w Australii, a także pierwszych w karierze w Nowej Zelandii, w obu przypadkach zaplanowanych na marzec 2016. W lipcu 2015 ogłoszono także koncert na Filipinach. We wrześniu podano natomiast daty występów w Meksyku, Stanach Zjednoczonych i innych krajach azjatyckich, zaplanowanych na styczeń i luty 2016. Na początku 2016 ogłoszono koncert w Singapurze, na który – zgodnie z decyzją władz – będą mogli wejść wyłącznie widzowie pełnoletni

## Sprzedaż biletów
Sprzedaż biletów na koncerty rozpoczęła się 9 marca 2015. Mieszkańcy Stanów Zjednoczonych, którzy kupowali je w internecie, otrzymali w gratisie wersję super deluxe albumu Rebel Heart. Członkowie oficjalnego fanklubu Madonny, Icon, jako pierwsi otrzymali możliwość nabycia biletów i wejściówek VIP. Także posiadacze kont w banku Citigroup mogli kupić wejściówki wcześniej. Średnia cena biletu na koncert w Stanach to – według magazynu „Forbes” – 452,33 dolara, dzięki temu Rebel Heart jest najdroższą trasą 2015 roku. Mimo to wiele koncertów, między innymi w Edmonton, Paryżu i Turynie, zostało wyprzedane kilka minut po rozpoczęciu sprzedaży biletów. W związku z wysoką sprzedażą ogłoszono dodatkowe występy w wielu miastach, zarówno amerykańskich, jak i europejskich. Nowojorski magazyn „New York Post” opublikował jednak artykuł, w którym wykazano, iż bilety na trasę sprzedają się słabiej niż w przypadku MDNA Tour w 2012. Bilety na koncerty w Australii pojawiły się w przedsprzedaży dla użytkowników Telstry, Citibanku i Live Nation oraz członków Icon, zaś właściwa sprzedaż rozpoczęła się 6 lipca 2015.

## Lista utworów
Źródło: .
Wstęp wideo (z elementami „Iconic”)
1. „Iconic”
2. „Bitch I’m Madonna”
3. „Burning Up”
4. „Holy Water” (z elementami „Vogue”)
5. „Devil Pray”

„Messiah” (interludium)
1. „Body Shop”
2. „True Blue”
3. „Deeper and Deeper”
4. „HeartBreakCity” (z elementami „Love Don’t Live Here Anymore”)
5. „Like a Virgin” (z elementami „Heartbeat” i „Erotica”)

„S.E.X.” (interludium; z elementami „Justify My Love”)
1. „Living for Love”
2. „La Isla Bonita”
3. „Dress You Up / „Into the Groove” / „Lucky Star” / „Dress You Up” (medley)
4. „Who’s That Girl”
5. „Rebel Heart”

„Illuminati (interludium)
1. „Music” (z elementami „Give It 2 Me”)
2. „Candy Shop”
3. „Material Girl”
4. „La vie en rose”
5. „Unapologetic Bitch”

Bis
1. „Holiday”

### Dodatkowe informacje
- Podczas trzech pierwszych koncertów (w Montrealu i Waszyngtonie) medley zawierał także „Everybody”.
- Medley został całkowicie pominięty podczas niektórych występów.
- Madonna często zastępowała „Who’s That Girl” jednym lub dwoma innymi utworami:

- „Ghosttown” (trzeci koncert w Nowym Jorku, Québec, Filadelfia, Chicago, Atlantic City, drugi koncert w Toronto, Edmonton, Vancouver, Las Vegas, pierwszy koncert w Pradze, Herning, drugi koncert w Turynie, Zurych, Glasgow, pierwszy koncert w Meksyku, Atlanta)
- „Frozen” (Detroit, San Jose, San Diego, San Antonio)
- „Secret” (Vancouver, Portland, Las Vegas, Inglewood, pierwszy koncert w Pradze, pierwszy koncert w Berlinie, drugi koncert w Turynie, pierwszy koncert w Amsterdamie)
- „Like a Prayer” (Inglewood, drugi koncert w Pradze, drugi koncert w Berlinie, Sztokholm, trzeci koncert w Turynie, drugi koncert w Barcelonie, pierwszy koncert w Londynie, drugi koncert w Paryżu, Bimirngham, drugi koncert w Meksyku, Louisville, pierwszy koncert w Manili, drugi koncert w Auckland, drugi koncert w Melbourne, Sydney)
- „Don’t Tell Me” (pierwszy koncert w Turynie, pierwszy koncert w Barcelonie, Antwerpia, pierwszy koncert w Amsterdamie, Tulsa, Nashville, pierwszy koncert w Saitamie, pierwszy koncert w Auckland)
- „Drowned World/Substitute for Love” (drugi koncert w Londynie)
- „Redemption Song” – cover Boba Marleya & The Wailers w duecie z synem, Davidem Bandą (pierwszy koncert w Paryżu)
- „Open Your Heart” (Manchester)
- „Don’t Cry for Me Argentina” (Miami)
- „Spanish Lesson” (drugi koncert w Miami, San Juan)
- „Take a Bow” (Tajpej, Bangkok, drugi koncert w Saitamie, pierwszy koncert w Hongkongu, Makau, pierwszy koncert w Melbourne, drugi koncert w Brisbane, Sydney)
- „Hung Up” (Hongkong)
- „Crazy for You” (drugi koncert w Manili, Singapur, pierwszy koncert w Brisbane)
- „Can’t Get You Out of My Head” – cover Kylie Minogue (pierwszy koncert w Brisbane)

## Lista koncertów
Źródło:
| Data                 | Miejscowość      | Państwo           | Obiekt                        | Support          | Sprzedane bilety | Dochód (USD)     |
| Ameryka Północna     | Ameryka Północna | Ameryka Północna  | Ameryka Północna              | Ameryka Północna | Ameryka Północna | Ameryka Północna |
| -------------------- | ---------------- | ----------------- | ----------------------------- | ---------------- | ---------------- | ---------------- |
| 9 września 2015      | Montreal         | Kanada            | Bell Centre                   | Diplo            | 26 468           | 3 420 984        |
| 10 września 2015     | Montreal         | Kanada            | Bell Centre                   | Diplo            | 26 468           | 3 420 984        |
| 12 września 2015     | Waszyngton       | Stany Zjednoczone | Verizon Center                | Sleepy Tom       | 13 271           | 2 014 706        |
| 16 września 2015     | Nowy Jork        | Stany Zjednoczone | Madison Square Garden         | Amy Schumer      | 28 371           | 5 230 985        |
| 17 września 2015     | Nowy Jork        | Stany Zjednoczone | Madison Square Garden         | Amy Schumer      | 28 371           | 5 230 985        |
| 19 września 2015     | Nowy Jork        | Stany Zjednoczone | Barclays Center               | Amy Schumer      | 14 258           | 2 789 910        |
| 21 września 2015     | Quebec           | Kanada            | Videotron Centre              | Sleepy Tom       | 13 051           | 1 078 608        |
| 24 września 2015     | Filadelfia       | Stany Zjednoczone | Wells Fargo Center            | Michael Diamond  | 10 544           | 1 434 010        |
| 26 września 2015     | Boston           | Stany Zjednoczone | TD Garden                     | Michael Diamond  | 12 780           | 1 941 750        |
| 28 września 2015     | Chicago          | Stany Zjednoczone | United Center                 | Michael Diamond  | 14 026           | 2 522 365        |
| 1 października 2015  | Detroit          | Stany Zjednoczone | Joe Louis Arena               | Kaytranada       | 12 852           | 1 206 431        |
| 3 października 2015  | Atlantic City    | Stany Zjednoczone | Boardwalk Hall                | Michael Diamond  | 9 498            | 1 522 061        |
| 5 października 2015  | Toronto          | Kanada            | Air Canada Centre             | Michael Diamond  | 26 603           | 3 416 646        |
| 6 października 2015  | Toronto          | Kanada            | Air Canada Centre             | Michael Diamond  | 26 603           | 3 416 646        |
| 8 października 2015  | Saint Paul       | Stany Zjednoczone | Xcel Energy Center            | Michael Diamond  | 11 449           | 1 190 535        |
| 11 października 2015 | Edmonton         | Kanada            | Rexall Place                  | Lunice           | 26 093           | 3 310 026        |
| 12 października 2015 | Edmonton         | Kanada            | Rexall Place                  | Lunice           | 26 093           | 3 310 026        |
| 14 października 2015 | Vancouver        | Kanada            | Rogers Arena                  | Kaytranada       | 12 153           | 1 227 073        |
| 17 października 2015 | Portland         | Stany Zjednoczone | Moda Center                   | Michael Diamond  | 13 695           | 2 004 420        |
| 19 października 2015 | San Jose         | Stany Zjednoczone | SAP Center                    | Michael Diamond  | 12 862           | 2 298 815        |
| 22 października 2015 | Glendale         | Stany Zjednoczone | Gila River Arena              | Michael Diamond  | 10 393           | 1 307 510        |
| 24 października 2015 | Las Vegas        | Stany Zjednoczone | MGM Grand Garden Arena        | Lunice           | 12 787           | 3 524 113        |
| 27 października 2015 | Inglewood        | Stany Zjednoczone | Kia Forum                     | Michael Diamond  | 13 207           | 2 852 095        |
| 29 października 2015 | San Diego        | Stany Zjednoczone | Valley View Casino Center     | Michael Diamond  | 10 574           | 1 606 935        |
| Europa               |                  |                   |                               |                  |                  |                  |
| 4 listopada 2015     | Kolonia          | Niemcy            | Lanxess Arena                 | Mary Mac         | 25 952           | 2 748 071        |
| 5 listopada 2015     | Kolonia          | Niemcy            | Lanxess Arena                 | Mary Mac         | 25 952           | 2 748 071        |
| 7 listopada 2015     | Praga            | Czechy            | O2 Arena                      | Rejjie Snow      | 33 408           | 3 001 142        |
| 8 listopada 2015     | Praga            | Czechy            | O2 Arena                      | Rejjie Snow      | 33 408           | 3 001 142        |
| 10 listopada 2015    | Berlin           | Niemcy            | Mercedes-Benz Arena           | Idris Elba       | 23 588           | 2 638 597        |
| 11 listopada 2015    | Berlin           | Niemcy            | Mercedes-Benz Arena           | Mary Mac         | 23 588           | 2 638 597        |
| 14 listopada 2015    | Sztokholm        | Szwecja           | Tele2 Arena                   | Mary Mac         | 39 338           | 3 482 634        |
| 17 listopada 2015    | Herning          | Dania             | Jyske Bank Boxen              | Mary Mac         | 12 263           | 1 000 551        |
| 19 listopada 2015    | Turyn            | Włochy            | Pala Alpitour                 | Mary Mac         | 34 752           | 3 694 172        |
| 21 listopada 2015    | Turyn            | Włochy            | Pala Alpitour                 | Mary Mac         | 34 752           | 3 694 172        |
| 22 listopada 2015    | Turyn            | Włochy            | Pala Alpitour                 | Mary Mac         | 34 752           | 3 694 172        |
| 24 listopada 2015    | Barcelona        | Hiszpania         | Palau Sant Jordi              | Lunice           | 28 104           | 2 312 846        |
| 25 listopada 2015    | Barcelona        | Hiszpania         | Palau Sant Jordi              | Lunice           | 28 104           | 2 312 846        |
| 28 listopada 2015    | Antwerpia        | Belgia            | Sportpaleis Antwerp           | Lunice           | 19 315           | 2 135 032        |
| 29 listopada 2015    | Mannheim         | Niemcy            | SAP Arena                     | Lunice           | 10 883           | 1 213 890        |
| 1 grudnia 2015       | Londyn           | Wielka Brytania   | O2 Arena                      | Idris Elba       | 28 670           | 4 861 403        |
| 2 grudnia 2015       | Londyn           | Wielka Brytania   | O2 Arena                      | Mary Mac         | 28 670           | 4 861 403        |
| 5 grudnia 2015       | Amsterdam        | Holandia          | Ziggo Dome                    | Lunice           | 30 023           | 3 559 122        |
| 6 grudnia 2015       | Amsterdam        | Holandia          | Ziggo Dome                    | Lunice           | 30 023           | 3 559 122        |
| 9 grudnia 2015       | Paryż            | Francja           | Bercy Arena                   | Lunice           | 30 817           | 3 868 967        |
| 10 grudnia 2015      | Paryż            | Francja           | Bercy Arena                   | Lunice           | 30 817           | 3 868 967        |
| 12 grudnia 2015      | Zurych           | Szwajcaria        | Hallenstadion                 | Lunice           | 11 306           | 1 773 189        |
| 14 grudnia 2015      | Manchester       | Wielka Brytania   | Manchester Arena              | Mary Mac         | 14 177           | 2 342 186        |
| 16 grudnia 2015      | Birmingham       | Wielka Brytania   | Barclaycard Arena             | Mary Mac         | 12 119           | 1 863 342        |
| 20 grudnia 2015      | Glasgow          | Wielka Brytania   | The SSE Hydro                 | Mary Mac         | 9 665            | 1 574 416        |
| Ameryka Północna     |                  |                   |                               |                  |                  |                  |
| 6 stycznia 2016      | Meksyk           | Meksyk            | Palacio de los Deportes       | Lunice           | 31 696           | 4 537 609        |
| 7 stycznia 2016      | Meksyk           | Meksyk            | Palacio de los Deportes       | Lunice           | 31 696           | 4 537 609        |
| 10 stycznia 2016     | San Antonio      | Stany Zjednoczone | AT&T Center                   | Mary Mac         | 14 543           | 1 915 670        |
| 12 stycznia 2016     | Houston          | Stany Zjednoczone | Toyota Center                 | Mary Mac         | 11 604           | 1 671 630        |
| 14 stycznia 2016     | Tulsa            | Stany Zjednoczone | BOK Center                    | Mary Mac         | 10 891           | 1 559 410        |
| 16 stycznia 2016     | Louisville       | Stany Zjednoczone | KFC Yum! Center               | Mary Mac         | 14 558           | 1 856 200        |
| 18 stycznia 2016     | Nashville        | Stany Zjednoczone | Bridgestone Arena             | Mary Mac         | 11 569           | 1 430 485        |
| 20 stycznia 2016     | Atlanta          | Stany Zjednoczone | Philips Arena                 | Lunice           | 10 609           | 1 500 635        |
| 23 stycznia 2016     | Miami            | Stany Zjednoczone | American Airlines Arena       | Lunice           | 26 468           | 2 555 425        |
| 24 stycznia 2016     | Miami            | Stany Zjednoczone | American Airlines Arena       | Lunice           | 26 468           | 2 555 425        |
| 27 stycznia 2016     | San Juan         | Portoryko         | José Miguel Agrelot Coliseum  | Lunice           | 18 539           | 2 352 219        |
| 28 stycznia 2016     | San Juan         | Portoryko         | José Miguel Agrelot Coliseum  | Lunice           | 18 539           | 2 352 219        |
| Azja                 |                  |                   |                               |                  |                  |                  |
| 4 lutego 2016        | Tajpej           | Tajwan            | Taipei Arena                  | Mary Mac         | 22 534           | 6 578 042        |
| 6 lutego 2016        | Tajpej           | Tajwan            | Taipei Arena                  | Mary Mac         | 22 534           | 6 578 042        |
| 9 lutego 2016        | Bangkok          | Tajlandia         | IMPACT Arena                  | Mary Mac         | 19 930           | 4 584 740        |
| 10 lutego 2016       | Bangkok          | Tajlandia         | IMPACT Arena                  | Mary Mac         | 19 930           | 4 584 740        |
| 13 lutego 2016       | Saitama          | Japonia           | Saitama Super Arena           | Mary Mac         | 37 706           | 9 609 418        |
| 14 lutego 2016       | Saitama          | Japonia           | Saitama Super Arena           | Mary Mac         | 37 706           | 9 609 418        |
| 17 lutego 2016       | Hongkong         | Hongkong          | AsiaWorld–Arena               | Mary Mac         | 21 808           | 4 907 134        |
| 18 lutego 2016       | Hongkong         | Hongkong          | AsiaWorld–Arena               | Mary Mac         | 21 808           | 4 907 134        |
| 20 lutego 2016       | Makau            | Makau             | Studio City Event Center      | Mary Mac         | 7 446            | 8 265 771        |
| 21 lutego 2016       | Makau            | Makau             | Studio City Event Center      | Mary Mac         | 7 446            | 8 265 771        |
| 24 lutego 2016       | Manila           | Filipiny          | Mall of Asia Arena            | Mary Mac         | 15 710           | 4 956 105        |
| 25 lutego 2016       | Manila           | Filipiny          | Mall of Asia Arena            | Mary Mac         | 15 710           | 4 956 105        |
| 28 lutego 2016       | Singapur         | Singapur          | Stadion Narodowy              | –                | 19 123           | 6 093 229        |
| Australia i Oceania  |                  |                   |                               |                  |                  |                  |
| 5 marca 2016         | Auckland         | Nowa Zelandia     | Vector Arena                  | Mary Mac         | 17 386           | 3 593 978        |
| 6 marca 2016         | Auckland         | Nowa Zelandia     | Vector Arena                  | Mary Mac         | 17 386           | 3 593 978        |
| 12 marca 2016        | Melbourne        | Australia         | Rod Laver Arena               | Mary Mac         | 23 768           | 5 482 518        |
| 13 marca 2016        | Melbourne        | Australia         | Rod Laver Arena               | Mary Mac         | 23 768           | 5 482 518        |
| 16 marca 2016        | Brisbane         | Australia         | Brisbane Entertainment Centre | Mary Mac         | 13 886           | 2 332 579        |
| 17 marca 2016        | Brisbane         | Australia         | Brisbane Entertainment Centre | Mary Mac         | 13 886           | 2 332 579        |
| 19 marca 2016        | Sydney           | Australia         | Allphones Arena               | Mary Mac         | 26 370           | 6 052 001        |
| 20 marca 2016        | Sydney           | Australia         | Allphones Arena               | Mary Mac         | 26 370           | 6 052 001        |
| W sumie              | W sumie          | W sumie           | W sumie                       | W sumie          | 1 045 479        | 169 804 336      |